# Odera Olivia Orji
Odera Olivia Orji, de nacimiento Olivia Chidera Orji, es una actriz, directora y productora de cine nigeriana.

## Biografía
Odera nació en Ihiala, Estado de Anambra, pero creció en Enugu, una ciudad ubicada en el sudeste del Estado de Enugu Nigeria. Completó su educación básica en la Escuela Infantil y Primaria Chiazo y la Secundaria en Command Day. Tiene una licenciatura en Estudios de Teatro y Cine de la Universidad de Nigeria, Nsukka.

## Carrera
Debutó en la película de 2012 "Last flight to Abuja". Obtuvo mayor atención al interpretar al personaje de "Peace" en la serie de televisión Jemeji de MNET Africa. También protagonizó distintas películas como Obsession, The Father, Blue, Fifty, Kayanmata, Bedroom Points y Just a Fling. En 2018, fue nominada a los premios Best of Nollywood Awards en la categoría Mejor beso en una película junto a Mawuli Gavor.

## Filmografía seleccionada
- Kayanmata, 2020
- Lunch Time Heroes, 2015
- Fifty, 2015
- Colourless, 2016
- Newman Street, 2016
- Coming to Nnewi, 2015[9]
- Blue Collar, 2019
- Love and Pain, 2019
- Afterdark, 2019
- Legal Clinic, 2019
- Through The Wire, 2020[10]
- The Father, 2020
- Blue, 2020
- Eyimofe (This Is My Desire), 2019[11]
- Dark Sides, 2020[12]
- Just a Fling, 2019[13]
- Sergeant Tutu, 2018[14]
- Ifemelu: something happened, 2016[15]
- Bedroom Points, 2019[16]
- Sapio, 2020[17]
- Situationship, 2021[18]
- Knockout Blessing, 2018[19]
- Hell Mary, 2019[20]
- Reserved Edge, 2019
- Obsession,  2017[21]

### Televisión
- Jemeji (2017)
- Enakhe (2020)

### Como directora
- History Of Chicken (2019)[22]

## Premios y nominaciones
| Año  | Evento                                   | Premio                                   | Resultado |
| ---- | ---------------------------------------- | ---------------------------------------- | --------- |
| 2018 | Premios Best of Nollywood                | Revelación del año (Femenina)            | Nominada  |
| 2018 | Premios Best of Nollywood                | Mejor beso en una película               | Ganadora  |
| 2019 | Premios de la Academia de Cine de África | Mejor actriz de reparto                  | Nominada  |
| 2019 | Festival Internacional de Cine de Abuya  | Directora novata (La historia del pollo) | Nominada  |
| 2019 | Premios de Cine City People              | Actriz más prometedora del año (inglés)  | Ganadora  |